# Max Meth
Max Meth (* 1901 in Österreich; † 3. Januar 1984 in Wyckoff, New Jersey) war ein österreichisch-amerikanischer Dirigent und Musikdirektor. Er leitete über 25 Shows am Broadway wie zum Beispiel Pal Joey und Der goldene Regenbogen.

## Leben
Max Meth kam schon als Kind von Österreich in die Vereinigten Staaten und war ein autodidaktischer Musiker. Mit 17 Jahren erhielt er seinen ersten Job am Broadway als Violinist, sein erstes Dirigierwerk am Broadway war Artists and Models Mitte der 1920er. Meth war auch Musikdirektor für Ziegfeld Follies, Revenge With Music, Roberta,  The Band Wagon, Blondinen bevorzugt und Judy Garland at the Palace. Er dirigierte bis in die 1960er Jahre, zum Beispiel The Unsinkable Molly Brown. Er leitete auch sein eigenes Orchester, die Meth Symphonette.
Zweimal (1949 und 1952) konnte er den Tony Award als Bester Dirigent gewinnen.